# گرگور مک‌گرگور
ژنرال گرگور مک‌گرگور (انگلیسی: Gregor MacGregor; ۲۴ دسامبر ۱۷۸۶ – ۴ دسامبر ۱۸۴۵) یک سرباز اسکاتلندی، ماجراجو و کلاهبردار بود که از سال ۱۸۲۱ تا ۱۸۳۷ تلاش کرد سرمایه‌گذاران و مهاجران انگلیسی و فرانسوی را به «پویز»، یک قلمرو خیالی در آمریکای مرکزی جلب کند که وی در آنجا به عنوان کازیک حکومت می‌کند. صدها نفر پس‌انداز خود را در اوراق قرضه دولتی و گواهی‌های زمین فرضی پویز سرمایه‌گذاری کردند، در حالی که حدود ۲۵۰ نفر در سال ۱۸۲۲–۱۸۲۳ به کشور من‌درآوردی مک گرگور مهاجرت کردند تا فقط یک جنگل دست نخورده را پیدا کنند. بیش از نیمی از آنها مردند. طرح پویز مک گرگور که به عنوان عاملی کمک کننده در «هراس ۱۸۲۵» دیده می‌شود، یکی از گستاخانه‌ترین ترفندهای کلاهبرداری در تاریخ نامیده می‌شود.

## جستار‌های وابسته
- جزیره آملیا
- کلاهبرداری